# District de Dieshan
Le district de Dieshan (蝶山区 ; pinyin : Diéshān Qū) est une subdivision administrative de la région autonome du Guangxi en Chine. Il est placé sous la juridiction de la ville-préfecture de Wuzhou.

## Démographie
La population du district était de 194 900 habitants en 2010.